# Develier
Develier (en alemán Dietwiler) es una comuna suiza del cantón de Jura, localizada en el distrito de Delémont. Limita al norte con la comuna de Bourrignon, al este con Delémont, al sureste con Courtételle, al suroeste con Haute-Sorne y al oeste con Boécourt.

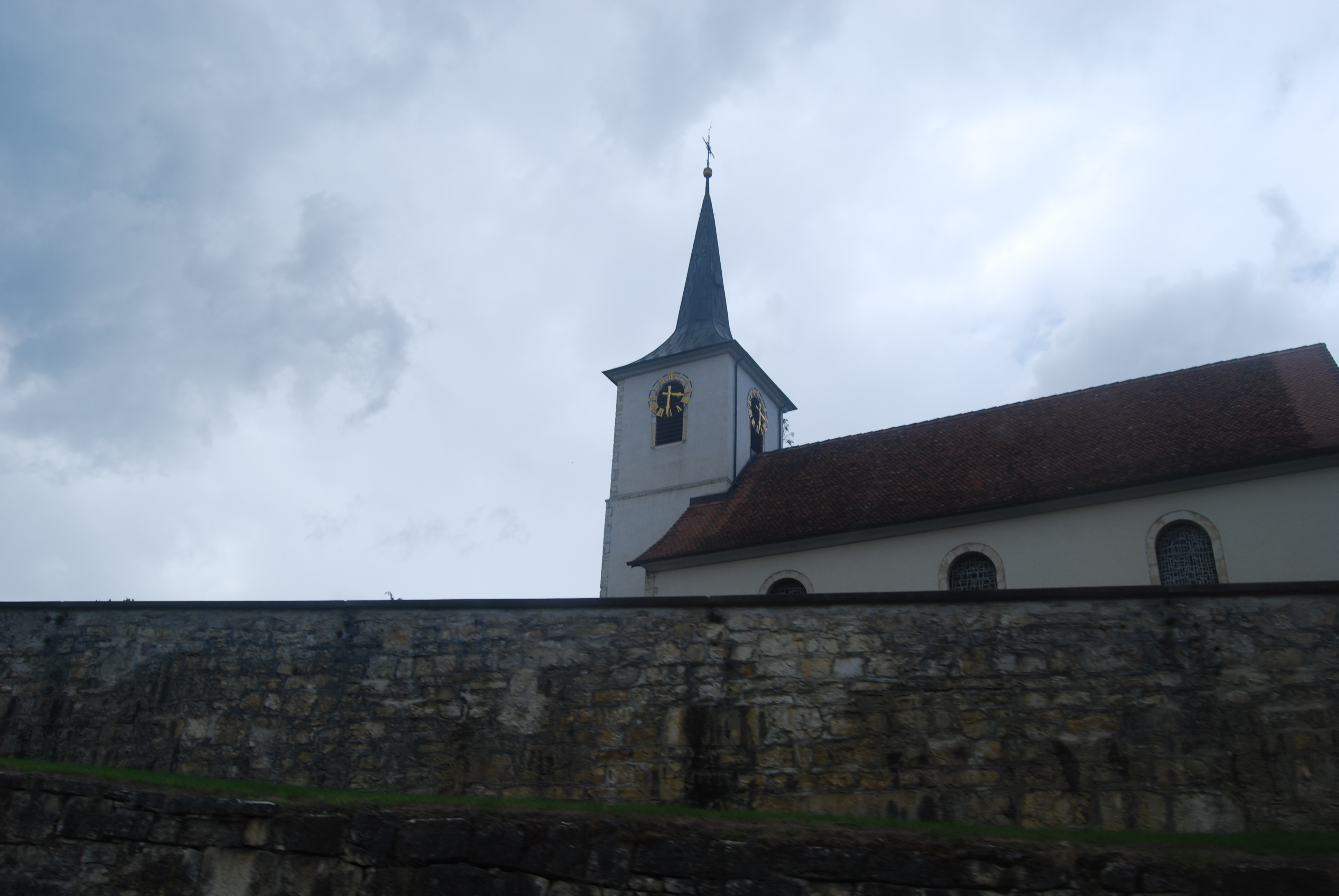
Iglesia de Develier.